# Tiberio Cruz
Tiberio Cruz Fortunato (Barrancabermeja, 15 de diciembre de 1976) es un actor colombiano de ascendencia italiana que logró el reconocimiento nacional tras aparecer en el programa de televisión Protagonistas de novela en 2002. A partir de entonces ha actuado en varias producciones cinematográficas y de televisión en el país.

## Vida personal
Es el esposo de la actriz Catalina Londoño, con quien tiene 1 hija.

## Filmografía

### Televisión
- Última hora (2022) — El Baby[4]
- Te la dedico (2022)
- De brutas nada[5] (2020)
- Enfermeras (2019-2021) — Dr. Castillo
- Un bandido honrado (2019) — Pichuchas
- La querida del centauro (2017) — conductor
- Venganza (2017) — Marlon Castro
- Las Vega's (2016-2017) — Pedro Vargas
- La Madame (2016) — Jorge
- Bloque de búsqueda (2016) — Capitán Vicente Segura
- La tusa (2015) — Edwin
- La suegra (2014) — Roberto Contreras
- Corazón de fuego (2012) — Fernando Salazar Montenegro
- Escobar, el patrón del mal (2012) — Carlos Pizarro Leongómez - Diego Pizano
- La Teacher de inglés (2011) — Diego
- Decisiones extremas (2010) — Ep: A imagen y semejanza
- El clon (2010) — Zein
- Los Victorinos (2009) — Gary Estupiñán
- Bella Calamidades (2009) — Romano Galeano
- Doña Bárbara (2008) — Juan Palacios "Pajarote"
- La traición (2008) — Hércules
- Zona rosa (2007) — Julio
- Decisiones (2006) — José Miguel
- Los Reyes (2005-2006) — Edgar Galindo
- Amor a la plancha (2003) — Hernán Cachón
- Marido y mujer (1999) — Rubén Vergara Cienfuegos
- ¡Ay cosita linda mamá! (1998) — Alex
- Dios se lo pague (1998) — Fredy

### Cine
- Alma de héroe (2019) — Sargento Rey
- Periodo de Prueba (2018)
- Sin mover los labios (2014)
- Postales colombianas (2011)
- Perder es cuestión de método (2003) — Vladimir

### Reality
- Duro contra el mundo (2022) — Participante[6]
- Protagonistas de novela (2002) — Participante

### Teatro
- Salomé (2024)
- El Hostal (2023)
- Lluvia Constante (2022)
- BENT (2019 - 2020)
- La discreta manera de vivir (2016)
- BENT: Dos hombres, su sexo, su melancolía (2013-2014)
- Crónicas desquiciadas (2010)
- Los Árboles mueren de pie (2007)
- El tambor Mágico (2004 - 2005)
- Venus el magazine de la mujer (2003 -2004)
- La fiesta de los muñecos (2001)
- La orgía (2000)

## Premios y nominaciones

### Premios TVyNovelas
| Año  | Categoría                            | Telenovela o Serie | Resultado |
| ---- | ------------------------------------ | ------------------ | --------- |
| 2011 | Mejor Actor de Reparto de Telenovela | El Clon            | Nominado  |